# Scopula virgulata
Scopula virgulata is een nachtvlinder uit de familie van de spanners (Geometridae).
De spanwijdte van deze vlinder is 20 tot 22 millimeter. De grondkleur van de vleugels is grijs met dichte donkerbruine bespikkeling. In de buitenste helft van de vleugels zijn vage evenwijdige rechte lijnen te herkennen. Er zijn geen middenstippen op de vleugels.
De soort gebruikt zegge en alant als waardplanten. De soort vliegt in een jaarlijkse generatie van juli tot in augustus. De rups is te vinden van augustus tot juni en overwintert. 
De soort komt voor van Europa tot Centraal-Azië en het noorden van Mongolië. In België is de soort zeer zeldzaam, en alleen bekend uit de provincies Luik en vroeger Luxemburg. In Nederland is de soort niet bekend.